# Ceragenia aurulenta
Ceragenia aurulenta är en skalbaggsart som beskrevs av Monné och Martins 1991. Ceragenia aurulenta ingår i släktet Ceragenia och familjen långhorningar. Inga underarter finns listade.